# Jan Bernard Gieles
Jan Bernard Gieles (Halsteren, 2 juni 1918 - Den Haag, 23 september 2007) was een Nederlands astroloog. Hij was oprichter van het het astrologisch maandblad Sagittarius.

## Klassiek astroloog
Gieles bouwde voort op opvattingen uit de klassieke astrologie. Hij zag weinig in stromingen als esoterische astrologie en psychologische astrologie. Hij wilde astrologie concreet houden door duidelijke en controleerbare voorspellingen te doen. Deze benadering was strijdig met de al enkele decennia populaire psychologische astrologie die het doen van concrete voorspellingen over het algemeen afwees. Toch had Gieles een groot aantal aanhangers. Zijn maandblad Sagittarius verscheen van 1973 tot en met 2002.
Uit de groep rond Gieles kwamen verschillende andere astrologen voort, onder wie Wim van Dam en Rudolf Smit.
Jan Bernard Gieles is op 23 september 2007 overleden. Hij is 89 jaar geworden.